# Bosio (Italie)
Pour les articles homonymes, voir Bosio.
Bosio est une commune de la province d'Alexandrie dans le Piémont en Italie.

## Administration
| Période                                  | Période  | Identité       | Étiquette     | Qualité |
| ---------------------------------------- | -------- | -------------- | ------------- | ------- |
| 15 juin 2004                             | En cours | Giuliano Guido | Liste civique |         |
| Les données manquantes sont à compléter. |          |                |               |         |

### Hameaux
Spessa, Costa Santo Stefano, Capanne di Marcarolo, Serra, Mogreto, Maietto, Val Pagani - Ponassi est un groupement d'habitations (nucleo en italien)

### Communes limitrophes
Campo Ligure, Campomorone, Casaleggio Boiro, Ceranesi, Gavi, Gênes, Lerma, Masone, Mele, Mornese, Parodi Ligure, Rossiglione, Tagliolo Monferrato, Voltaggio